# J.-Stephanus-Stadion
Das J.-Stephanus-Stadion ist ein Fußballstadion in Keetmanshoop (Namibia) und wurde nach J. Stephanus benannt. Es ist Heimatstadion des ehemaligen Namibia-Premier-League-Vereins Fedics United und bietet bis zu 1.000 Personen Platz.
Das Stadion wird seit Januar 2019 von Bewohnern der Stadt auf eigene Initiative renoviert.